# 1363 هـ
1363 هـ هي سنة في التقويم الهجري امتدت مقابلةً في التقويم الميلادي بين سنتي 1943 و1944.

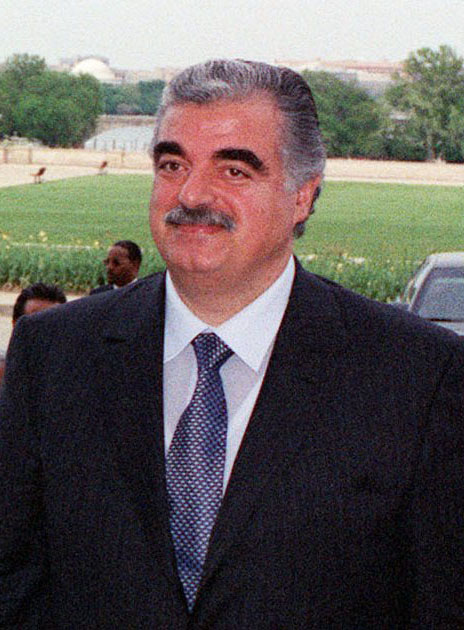
رفيق الحريري

## مواليد
- إحسان إلهي ظهير
- أسمهان الصيداوي
- أحمد بن سعود بن عبد العزيز آل سعود
- أنيسة صيبعة
- رفيق الحريري
- عبد الله الطويل
- عبد الرحمن بن عبد العزيز الكلية
- فيصل محمود مدوه
- فيصل الخالد
- فيصل بن مساعد بن عبد العزيز آل سعود
- فلاح بن جامع
- محمد أحمد الرشيد (وزير سعودي)
- محمد بن سعد السالم
- محمد صادق دياب
- مساعد بن عبد الرحمن العنقري
- ميخائيل بيوتروفسكي
- كاظم بهبهاني

## وفيات
- أبو الحسن الخنيزي
- أسين بلاثيوس
- الطبيب السمناني
- بول كراوس
- فهمي المدرس
- محمد الأحمدي الظواهري
- محمد بن عبد الرحمن بن فيصل آل سعود
- 23 شعبان - أحمد سكيرج، فقيه ومتصوف وشاعر مغربي.